# Meranoplus raripilis
Meranoplus raripilis é uma espécie de formiga do gênero Meranoplus, pertencente à subfamília Myrmicinae.